# Roberto Esposito
Roberto Esposito (Nápoles, 4 de agosto de 1950) es un filósofo italiano, especialista en filosofía moral y política.

## Biografía
Roberto Esposito es profesor de Historia de Filosofía Moral y Política en el Instituto Italiano de Ciencias Humanas de Florencia y de Nápoles, así como la Facultad de Ciencias Políticas del Instituto Oriental de Nápoles, donde también es Director del Departamento de Filosofía y Política. Coeditor de la revista « Filosofia Politica » desde su fundación en 1987, es uno de los miembros fundadores del Centro para la Investigación sobre el léxico político europeo, con sede en Bolonia.
Consultor editorial y científico de la revista « MicroMega », dirige la serie de filosofía política « Teoria e Oggetti » de la editorial Liguori, Historia y Teoría Política collar Ediciones Bibliopolis, tanto de Nápoles, la serie « Comunità e Libertà » de la editorial Laterza y codirige la serie Per la storia della filosofia politica de la editorial FrancoAngeli, Milán. También se ocupa de la función de la filosofía como consultor para la editorial Einaudi de Turín. Por último, un miembro del comité científico internacional del Colegio Internacional de Filosofía de París. Sus libros han sido traducidos al francés, inglés, portugués, español y alemán.

## Obras
Bíos. Biopolítica y filosofía fue publicado por primera vez en italiano con el título Bios. Biopolitica e filosofia por Einaudi en 2004. La traducción al español es de Carlo Molinari y fue publicada por Amorrortu en 2006. En esta obra, Esposito retoma las reflexiones de Michel Foucault acerca de la biopolítica, reflexiones que giraron en torno a una pregunta que, a decir del autor, quedaron sin responder o, mejor dicho, tienen diversas respuestas posibles: «¿Por qué, al menos hasta hoy, una política de la vida amenaza siempre con volverse acción de muerte?».
Pensamiento viviente. Origen y actualidad de la filosofía italiana fue publicado por primera vez en italiano con el título Pensiero vivente. Origine e attualità della filosofia italiana por Einaudi en 2010. La traducción al español es de María Teresa D'Meza y Rodrigo Molina-Zavalía y fue publicada por Amorrortu en 2015.